# Rhene foai
Rhene foai là một loài nhện trong họ Salticidae.
Loài này thuộc chi Rhene. Rhene foai được Eugène Simon miêu tả năm 1902.